# Liste des cavités naturelles les plus longues de la Sarthe

Département de la Sarthe.

La liste des cavités naturelles les plus longues du département de la Sarthe recense les cavités souterraines naturelles connues dont le développement est supérieur ou égal à quatre mètres.
La communauté spéléologique considère qu'une cavité souterraine naturelle n'existe vraiment qu'à partir du moment où elle est « inventée » c'est-à-dire découverte (ou redécouverte), inventoriée, topographiée et publiée. Bien sûr, la réalité physique d'une cavité naturelle est la plupart du temps bien antérieure à sa découverte par l'homme ; cependant tant qu'elle n'est pas explorée, mesurée et révélée, la cavité naturelle n'appartient pas au domaine de la connaissance partagée.
La liste spéléométrique des plus longues cavités naturelles la Sarthe (≥ 4 m) est  actualisée fin 2018.
La plus longue cavité répertoriée dans le département de la Sarthe est la grotte de Pissegrêle à Mareil-en-Champagne (cf. ligne 1 du tableau ci-dessous).

## Répartition géographique
| \| Le Mans La Flèche Mamers \| Répartition géographique des cavités naturelles de la Sarthe. |
| Le Mans La Flèche Mamers                                                                     |

## Sarthe (France)

### Cavités de développement supérieur ou égale à4m
2 cavités sont recensées au 31-12-2018.
| Réf. | Cavités (autres noms)     | Communes            | Massifs ou zones géographiques | Coordonnées (WGS 84)        | Développement (en mètres) | Dénivelée (en mètres) | Sources ou références     | Mises à jour |
| ---- | ------------------------- | ------------------- | ------------------------------ | --------------------------- | ------------------------- | --------------------- | ------------------------- | ------------ |
| 1    | Grotte de Pissegrêle      | Mareil-en-Champagne | Champagne mancelle             | 47° 58′ 17″ N, 0° 12′ 12″ O | +0 00019, m               | +0004, m              | Spéléométrie de la France | 2000-00      |
| 2    | Grotte du Moulin de Rance | Assé-le-Boisne      | Alpes mancelles                | 48° 18′ 27″ N, 0° 00′ 12″ E | +00 0004, m               | +0000, m              | Spéléométrie de la France | 2000-00      |